# Atlantic Records
Atlantic Records (Atlantic Recording Company) je američka diskografska kuća najpoznatija po svojim R&B, rock and roll i jazz izdanjima. Tijekom svojih prvih 20 godina rada, Atlantic je stekao ugled kao jedna od najvažnijih diskografskih kuća koja je specijalizirana za jazz, R&B i soul.

## Diskografske kuće pod vlasništvom Atlantic Recordsa
- Big Beat Records
- Big Tree Records
- Cotillion Records
- Eardrum Records
- First Priority Music
- Grand Hustle Records
- LaSalle Records
- Roc Nation
- Stone Flower Records
- TAG Recordings

## Vanjske poveznice
- Službena stranica
- Warner Music Group
- Atlantic Records: Ahmet Built